# Tragoscelis angustus
Tragoscelis angustus es una especie de coleóptero de la familia Endomychidae.

## Distribución geográfica
Habita en Malasia.